# Vincenzo Battaglia
Vincenzo Battaglia (Tripoli, 26 luglio 1950) è un teologo italiano, sacerdote dell'Ordine dei frati minori, docente presso la Pontificia Università Antonianum, è stato anche presidente della Pontificia accademia mariana internazionale.

## Biografia
P. Vincenzo è nato a Tripoli (Libia) il 26 luglio 1950. Incardinato nella minoritica provincia romana dei SS. Apostoli Pietro e Paolo dei frati minori, è stato ordinato sacerdotale il 28 giugno 1975. Ha conseguito il dottorato in teologia con specializzazione in teologia dogmatica presso la Pontificia università gregoriana nel 1982 con la dissertazione: “ La cristologia di Christian Duquoc ” con moderatore il prof. Jean Galot.
Insegna cristologia nella Pontificia università Antonianum dove è stato vice rettore e decano della facoltà di teologia.
Dal 2002 al 2017 è stato presidente della Pontificia accademia mariana internazionale (PAMI).

## Opere

### Libri
- Un Gesù "politico" per l'uomo d'oggi? La cristologia di Christian Duquoc (Bibliotheca Pontificii Athenaei “Antonianum” 22), ed. Pontificium Athenaeum Antonianum, Romae 1983, pp. 200.
- Gesù Crocifisso Figlio di Dio (Spicilegium Pontificii Athenaei Antoniani 30), ed. Pontificium Athenaeum Antonianum, Romae 1991, pp. 226.
- Cristologia e contemplazione. Orientamenti generali (Corso di Teologia sistematica. Complementi 4), EDB, Bologna 1997, pp. 214.
- Il Signore Gesù Sposo della Chiesa. Cristologia e contemplazione 2(Corso di Teologia sistematica. Complementi 8), EDB, Bologna 2001, pp. 217.
- Gesù Cristo luce del mondo. Manuale di cristologia (Manualia. 4), Edizioni Antonianum, Roma 2007, pp. 482. Ristampa 2008.
- Sentimenti e bellezza del Signore Gesù. Cristologia e contemplazione 3, EDB, Bologna 2011, pp. 251.
- Il profumo dell'amore. Un percorso di cristologia affettiva, EDB, 2016.

Volumi di cui ha curato l'edizione:    
- L'incarnazione. Attualità di un messaggio. Studio interdisciplinare, Edizioni OR, Milano 1985.
- L'uomo e il mondo alla luce di Cristo (Studi e Testi Francescani. Nuova Serie, n.5), Edizioni L.I.E.F., Vicenza 1986.
- La pace speranza dell'uomo dono di Cristo (Studi e Testi Francescani. Nuova Serie, n.8), Edizioni L.I.E.F., Vicenza 1986.
- Vivere l'Alleanza. Approccio interdisciplinare alla Regola Francescana (Studi e Testi Francescani. Nuova Serie, n.9), Edizioni L.I.E.F., Vicenza 1988.
- Gesù Cristo, Figlio di Dio e Signore, a cura di V. Battaglia e C. Dotolo, EDB, Bologna 2004.

### Articoli
- Gesù e lo Spirito nell'evento della croce secondo Eb 9,14 e Gv 19,30.34, La Sapienza della Croce 1 (1986) n. 2, 33-46.
- Cristologia dello Spirito e teologia trinitaria della croce, La Sapienza della Croce 2 (1987) 113-123.
- L'immutabilità e l'impassibilità di Dio alla luce dell'evento dell'Incarnazione, La Sapienzadella Croce 2 (1987) 337-349.
- Il rapporto tra Gesù il Cristo e Dio nella cristologia «profetico-antimessianica» di Ch. Duquoc,  Antonianum 62 (1987) 216-236.
- La contemplazione del Cristo Crocifisso nell'«Itinerarium mentis in Deum» di S. Bonaventura, La Sapienza della Croce 4 (1989) 297-306.
- Croce, creazione, incarnazione, La Sapienza della Croce 4 (1989) 31-49.
- Croce, Trinità, Creazione, Antonianum 64 (1989) 246-307.
- Cristo nostra pace. Libertà, pace e salvezza nella predicazione cristiana, Antonianum 65 (1990) 442-446.
- La gloria di Gesù nell'«ora» della croce, La Sapienza della Croce 5 (1990) 177-193.
- L'obbedienza libera e amorosa esercitata da Gesù nell'agonia del Getsemani, La Sapienza della Croce 6 (1991)  227-239.
- L'auto-umiliazione e l'obbedienza del Figlio di Dio Incarnato. Saggio interpretativo in prospettiva soteriologica, Antonianum 67 (1992) 198-239.
- Cristo Crocifisso nella riflessione teologica, Quaderni di Spiritualità Francescana, n. XIII (1992) 35-48.
- Gesù Crocifisso Icona della Gloria e dell'Amore di Dio. Un saggio di cristologia staurologico-agapica, Ricerche Teologiche 3 (1992) 7-32.
- L'obbedienza di Cristo. «Io dico quello che ho visto presso il Padre» (Gv 8,38a). Prospettiva giovannea sulla obbedienza di Gesù Cristo, La Sapienza della Croce 7 (1992) 255-266.
- «Non sono più io che vivo, ma Cristo vive in me» (Gal 2,20). La sequela come itinerario di conformazione al Cristo Crocifisso e Risorto, Quaderni di Spiritualità Francescana, n. XIV (1993) 23-40.
- Chiara, segno e testimone di Gesù Cristo, Quaderni di Spiritualità Francescana, n. XV (1994) 103-124.
- Gesù Cristo Luce e Illuminatore, Ricerche Teologiche 5 (1994) 31-57.
- Il rapporto del credente con Cristo secondo il modello «Immagine e somiglianza», La Sapienza della Croce 9 (1994) 15-36.
- Ecco l'uomo che nella sua vita riparò il tempio. Rivisitando il magistero di Giovanni Paolo II su S. Francesco, Quaderni di Spiritualità Francescana, n. XVI (1995) 31-45.
- La Trasfigurazione di Gesù come modello di un itinerario contemplativo, La Sapienza della Croce 10 (1995) 322-338.
- La Passione di Cristo nei Commenti al Cantico dei Cantici. I. La tradizione patristica (1), La Sapienza della Croce 11 (1996) 325-338.
- Conoscere, amare e contemplare Gesù Cristo. Prospettive per la cristologia alla luce del rapporto tra vita intellettuale ed esperienza spirituale, Theologia Viatorum 2 (1997) 217-233.
- La Passione di Cristo nei Commenti al Cantico dei Cantici. I. La tradizione patristica (2), La Sapienza della Croce 12 (1997) 217-228.
- Per una conclusione. Tratti salienti della fisionomia spirituale di S. Margherita, Quaderni di Spiritualità Francescana, n. XVIII (1997) 121-130.
- Orientamenti e prospettive della cristologia contemporanea, Quaderni di Spiritualità Francescana, n. XIX (1998) 39-69.
- La Passione di Cristo nei Commenti al Cantico dei Cantici. I. La tradizione patristica (3), La Sapienza della Croce 13 (1998) 323-336.
- Compartir los sentimientos de Cristo, Ecclesia 13 (1999) 495-511.
- Gesù Cristo Crocifisso Sposo della Chiesa. Prospettive di ricerca e traiettorie tematiche per l'elaborazione di una cristologia sponsale, Antonianum 64 (1999) 431-462.
- La presenza e l'azione dello Spirito Santo in Gesù Cristo, Quaderni di Spiritualità Francescana, n. XX (1999) 25-49.
- Chrystologia kontemplacyjna, Quaestiones Selectae 7 (2000) 41-68.
- La compassione del Padre e la croce del Figlio Gesù Cristo, Quaderni di Spiritualità Francescana, n. XXI (2000) 89-112.
- L'esperienza spirituale come fonte e approdo della teologia. Alcune note orientative, Theologia Viatorum 5 (2000) 169-187.
- La Passione di Cristo nei Commenti al Cantico dei Cantici. II. Il Medioevo latino (1), La Sapienza della Croce 15 (2000) 7-19.
- Percorsi e prospettive della teologia alle soglie del terzo millennio, Quaderni di Spiritualità Francescana, n. XXII (2001) 121-149.
- Il Signore Gesù Sposo della Chiesa. Un'introduzione, Ricerche Teologiche 12 (2001) 5-35.
- Intervista a Marcello Bordoni, Ricerche Teologiche 12 (2001) 215-228.
- Annunciare la speranza cristiana della risurrezione,  Quaderni di Spiritualità Francescana, n. XXIII (2002) 29-40.
- La Passione di Cristo nei Commenti al Cantico dei Cantici. II. Il Medioevo latino (2), La Sapienza della Croce 17 (2002) 7-23.
- Cristologia e spiritualità, PATH 2 (2003) 505-525.
- Eucaristia e Chiesa. Alle radici della comunione ecclesiale,  Quaderni di Spiritualità Francescana, n. XXIV (2003) 7-26.
- Osmosi tra teologia e spiritualità nell'esperienza di San Massimiliano Kolbe, Miles Immaculatae 49 (2003) 383-391.
- Per una teologia dei "sentimenti" di Gesù Cristo. La via dell'esperienza spirituale (parte prima), Ricerche Teologiche 14 (2003) 67-98.
- L'Eucaristia «fa» la Chiesa «corpo» e «sposa» di Cristo, Ricerche Teologiche 15(2004) 7-35.
- «Tota pulchra es Maria». María, modelo de vida cristiana,Scripta de Maria, serie II, n. 1 (2004) 45-66.
- «Tota pulchra es Maria». Maria modello di vita cristiana,Quaderni di Spiritualità Francescana, n. XXV (2004) 63-81.
- Il XXI Congresso Mariologico-Mariano Internazionale, Ricerche Teologiche 15 (2004) 395-400.
- La «via pulchritudinis» in mariologia, Culture e fede 14/1 (2006) 45-56.
- I «sentimenti» del Signore Gesù. Un modello cristologico per la vita spirituale e l'agire morale, Antonianum 81 (2006) 209-255.
- Riflessi di mistica nuziale nell'esperienza spirituale della beata Angela da Foligno, Ricerche Teologiche 17 (2006) 277-312.
- Contemplare i sentimenti di Gesù Cristo, La Sapienza della Croce 22 (2007) 297-315.
- Una lettura "contemplativa" dell'esistenza filiale di Gesù. Alla "fonte" dell'esperienza cristiana, Cauriensia 3 (2008) 113-125.
- Entrare nei sentimenti di Cristo, Il battesimo nello Spirito (Quaderni di Spiritualità Francescana XXIX – Firenze 2008),  73-93.
- Elementi di cristologia spirituale nel libro "Gesù di Nazaret" di Joseph Ratzinger/Benedetto XVI, Ricerche Teologiche 19 (2008) 311-330.